# Roberto Monserrat
Roberto Monserrat, né le 13 septembre 1968 à Córdoba (Argentine), est un  footballeur argentin, qui évoluait au poste de milieu de terrain à Belgrano, à San Lorenzo, à River Plate, à Colón, au Racing Club, à Argentinos Juniors, à Villa Dálmine, au Racing de Córdoba et à l'Alumni ainsi qu'en équipe d'Argentine.
Monserrat ne marque aucun but lors de ses quatre sélections avec l'équipe d'Argentine entre 1993 et 1997. Il participe à la Copa América en 1997 avec l'équipe d'Argentine.

## Carrière
- 1989-1993 : Belgrano
- 1993-1997 : San Lorenzo
- 1997-1998 : River Plate
- 1998-1999 : Colón
- 1999-2000 : Racing Club
- 2000-2001 : Argentinos Juniors
- 2002-2003 : Villa Dálmine
- 2003-2005 : Racing de Córdoba
- 2005-2006 : Alumni  [2]

## Palmarès

### En équipe nationale
- 4 sélections et 0 but avec l'équipe d'Argentine entre 1993 et 1997

#### Avec San Lorenzo
- Vainqueur du Championnat d'Argentine en 1995 (Tournoi de clôture)

#### Avec River Plate
- Vainqueur de la Supercopa Sudamericana en 1997
- Vainqueur du Championnat d'Argentine en 1996 (Tournoi d'ouverture), 1997 (Tournoi de clôture) et 1997 (Tournoi d'ouverture)